# Christian Le Tessier de Coulonge
Christian (Marie-Armand) Le Tessier de Coulonge, né le 18 octobre 1839 à Château-Gontier et mort le 9 avril 1902 dans son château de Mirvault à Azé, est un homme de lettres français du XIXe siècle, président de la société de Saint-Vincent-de-Paul de 1887 à 1902.

## Biographie
Petit-fils de Bernard-Armand-Jean de Bernard du Port (1772-1856), fils de Camille Le Tessier de Coulonge (1812-1871) et d'Aline-Adèle Bernard du Port (1812-1878).
Il fut engagé dans la compagnie franche des tirailleurs éclaireurs parisiens pendant le siège de Paris en 1870-71.
Fervent catholique, il fut membre de la conférence Notre-Dame des Écoles, président du patronage Sainte-Rosalie de la rue de Gentilly à Paris de 1861 à 1902, secrétaire puis président de la conférence littéraire du Cercle du Luxembourg d'Eugène Beluze (cercle catholique des étudiants de Paris), de 1879 à 1887, trésorier puis président de la conférence de Saint-Vincent-de-Paul de Frédéric Ozanam, de 1887 à 1902,,.
En 1891, il « s'éleva avec indignation contre les patrons qui volent aux apprentis leur dimanche et qui par l'excès du travail font une œuvre anti-patriotique parce qu'ils abusent des forces d'une jeunesse dont la France a besoin. ».

## Publications
- Petit manuel du patronage dans les villes, par un membre de la société de Saint-Vincent de Paul. Société de saint-Vincent de Paul (Paris), 1889[9],[6].
- Contes à ma nièce, par Christian de Coulonge, dessins par E.C. Belville (1863-1931), Paris, Librairie Léon Picquet, 1890[10].
- Eugène Beluze, sa vie et ses œuvres, par Christian de Coulonge, avec une lettre de Mgr d'Hulst, Paris, Ch. Poussielgue, 1893[7].

## Décoration
- Chevalier de l'ordre de Saint-Grégoire-le-Grand (Saint-Siège)[6].